# Cryptotis medellinia
Cryptotis medellinia és una espècie de mamífer de la família de les musaranyes (Soricidae) endèmic de Colòmbia, on se'l coneix de les parts septentrionals de la Serralada Occidental i la Serralada Central a elevacions d'entre 2.500 i 2.800 m. L'espècie viu en bosc montà i àrees cultivades i és una de les preses de la guineu menjacrancs. El nom específic es refereix a la ciutat de Medellín.